# Allotisis unifasciata
Allotisis unifasciata är en skalbaggsart som först beskrevs av Hope 1840.  Allotisis unifasciata ingår i släktet Allotisis och familjen långhorningar. Inga underarter finns listade i Catalogue of Life.